# Choeronycteris mexicana
Choeronycteris mexicana је врста слепог миша из породице љиљака-вампира (Phyllostomidae).

## Распрострањење
Ареал врсте покрива средњи број држава. Присутна је у следећим државама: Мексико, Хондурас, Салвадор, Сједињене Америчке Државе и Гватемала.

## Станиште
Станишта врсте су шуме и пустиње до 1.900 метара надморске висине.

## Угроженост
Ова врста је на нижем степену опасности од изумирања, и сматра се скоро угроженим таксоном.